# Pearl (Illinois)
Pearl – wieś w Stanach Zjednoczonych, w stanie Illinois, w hrabstwie Pike.